# Macunaíma
Macunaíma (IPA: [makũnaˈĩmɐ]) è un romanzo del 1928 dello scrittore brasiliano Mário de Andrade. È uno dei testi fondatori del Modernismo Brasiliano.
Il romanzo racconta le vicende di un giovane, Macunaíma, "anti-eroe senza un carattere", nato nella foresta brasiliana ed in possesso di strani e notevoli abilità (soprattutto la metamorfosi), mentre viaggia verso San Paolo e ritorna indietro. Il romanzo impiega una struttura composita utilizzando gli elementi di quello che dopo sarebbe stato chiamato Realismo Magico ed una certa quantità di dialetti sia dell'interno del Brasile sia di San Paolo. Il testo ha la sua base sulla ricerca di Andrade sul linguaggio, la cultura, il folklore e la musica degli indigeni brasiliani.
Macunaíma fu un tentativo da parte di Andrade di scrivere un romanzo che rappresentasse la cultura ed il linguaggio pan-brasiliano. All'epoca era di uso comune in Brasile parlare una lingua che fosse la combinazione del portoghese e di parole native, ma la lingua scritta era interamente in portoghese formale. Andrade desiderava scrivere il suo romanzo nel linguaggio parlato del Brasile. La frase a effetto di Macunaíma "Ai, che pigrizia!", nel testo originale "Ai, que preguiça!", è un gioco di parole in due lingue, poiché "Ai" è una parola della lingua tupi che sta per "pigrizia" e "preguiça" significa sempre "pigrizia" in lingua portoghese. Questo è un esempio di come Andrade abbia usato una fusione di linguaggi per scrivere questo componimento.
Considerato una "rapsodia" dall'autore, Macunaíma è una incrocio di culture del Brasile. La maggior parte del folklore contenuto nel testo è ripreso direttamente da storie indigene; e come mostrato da Lucia Sà, il romanzo di Andrade richiama fortemente le narrazioni della gente Pemon che furono collezionate e registrate da Theodor Koch-Grünberg.
Nel racconto, Macunaíma viaggia dalla sua casa tribù nella foresta fino a San Paolo, a Rio de Janeiro e ritorna di nuovo alla sua casa nella foresta con scene di inseguimento che toccano tutto il Paese del Brasile. Il suo proposito nel viaggiare a San Paolo è quello di ritrovare il suo amuleto perduto. L'amuleto gli è stato donato dal suo amore, Ci, prima che lei ascendesse al cielo per divenire una stella. Egli incontra diverse sorte di leggende ed Orixa lungo il cammino. Le interazioni che Macunaíma ha avuto con la maggior parte di questi personaggi sono state immaginate da Andrade, ma l'essenza del folklore rimane vera. Dopo una lunga vita avventurosa Macunaíma ascende al cielo ove diviene la costellazione dell'Orsa Maggiore.
Nel 1969 la compagnia di produzione brasiliana Filmes do Serro girò il film Macunaíma, ma con una trama sostanzialmente differente. La storia prende forma a Rio de Janeiro invece che a San Paolo ed è stato impostato più o meno contemporaneamente alla produzione del film stesso.

## Personaggi

### Macunaíma
Il protagonista e più giovane della sua tribù. Un anti-eroe mutaforma nato nella fittizia tribù indigena dei Tapanhuma (la quale ha lo stesso nome di sua madre), conosciuto per il suo edonismo, egocentrismo e pigrizia (la sua caratteristica più ricorrente). Dopo aver ucciso accidentalmente sua madre Tapanhuma, egli, insieme ai suoi fratelli Jiquê e Maanape, lascia la sua tribù nella vergogna, ma presto trova il suo vero amore, Ci, che gli dà un figlio. Sfortunatamente, il bambino muore avvelenato, e un'addolorata Ci gli dona un amuleto prima che ella letteralmente ascenda al cielo.
Macunaíma perde questo amuleto in un combattimento con un serpente sovrannaturale e deve viaggiare fino a San Paolo, dove vive il gigante che lo ha rubato, Piamã. Dopo parecchie disavventure a San Paolo, Macunaíma uccide il gigante e recupera l'amuleto prima che egli e i suoi fratelli ritornino alla loro tribù. 
Durante una discussione con suo fratello Jiquê, Macunaíma lo maledice, ma il suo incantesimo ha un ritorno di fiamma e lui stesso si ammala mentre entrambi i suoi fratelli diventano dei mostri-ombra che alla fine legano col Re Vulture. A peggiorar le cose Macunaíma ha precedentemente fatto infuriare "La Sole", Vei, una dea che quando egli rigetta le sue figlie qualche tempo prima recupera il suo amuleto, e per vendicarsi, lei lo inganna e fa rubare il suo amuleto da una mostruosa Iara nuovamente.
Egli sopravvive, ma sapendo che non ha ragione di vivere senza il suo amuleto, anche Macunaíma ascende al cielo e si trasforma nella costellazione dell'Orsa Maggiore.
Per la maggior parte della rapsodia Macunaíma è una figura divertente e dispetto al fatto di essere descritto come particolarmente brutto, egli ha piuttosto successo con le donne, evidenziato dalla relativa facilità con cui riesce ad amoreggiare con quasi tutte le donne che incontra.

### Jiquê
Il fratello maggiore di Macunaíma e fratello minore di Maanape. Descritto come leale e gran lavoratore, Jiquê disprezza la natura egoista ed immatura di suo fratello più piccolo ed il fatto che non aiuti in nessun modo la loro famiglia. Peggio, Macunaíma frequentemente è causa di umiliazioni per Jiquê stesso sia in modo diretto che in modo indiretto, avendo per esempio, soffiatogli la ragazza sin da quando era un bambino di 6 anni (infatti una gag ricorrente nel libro è che ogni donna che esprima la minima attrazione per Jiquê finisce immancabilmente col fare sesso con Macunaíma, provocando il disappunto di Jiquê).
Per di più, Jiquê è leale alla sua famiglia e fa del suo meglio per aiutare i suoi fratelli, ma è scocciato dalle buffonate di Macunaíma, e dopo che egli perde per due volte gli oggetti magici che Jiquê aveva rubato per trovare del cibo, Jiquê impazzisce e rifiuta di portare più del cibo alla loro casa. Macunaíma, in risposta, maledice Jiquê così potentemente che lui, suo fratello Maanape e un'altra amante di Macunaíma, Jaguataci, vengono trasformati in una sorta di demone-ombra che decidono di vendicarsi di Macunaíma mangiando qualunque cosa prima che Macunaíma stesso ci riesca, ma egli lega col Re Vulture e diventa la sua temibile ombra.

### Maanape
È il fratello più grande. Già abbastanza grande all'inizio della storia, Maanape ha un ruolo di supporto e serve da mediatore tra l'immaturità di Macunaíma e lo scarso temperamento di Jiquê, e sebbene non approvi l'edonismo del primo, egli cerca sempre di difenderlo dalle angherie del secondo e fa del suo meglio per aiutare i suoi fratelli più giovani.
Il narratore ogni tanto dice che egli sia uno stregone, ma la magia di Maanape viene raramente vista, anche se fa resuscitare Macunaíma due volte quando viene inavvertitamente ucciso durante la storia, e il narratore ogni tanto rende noto che Maanape sa già alcune cose prima che i suoi fratelli stessi abbiano la possibilità (o l'interesse) di condividerle, facendo intuire che Maanape abbia qualche sorta di abilità divinatoria o telepatica. Infine, egli viene trasformato in un demone-ombra.